# Institut für Lehrerbildung

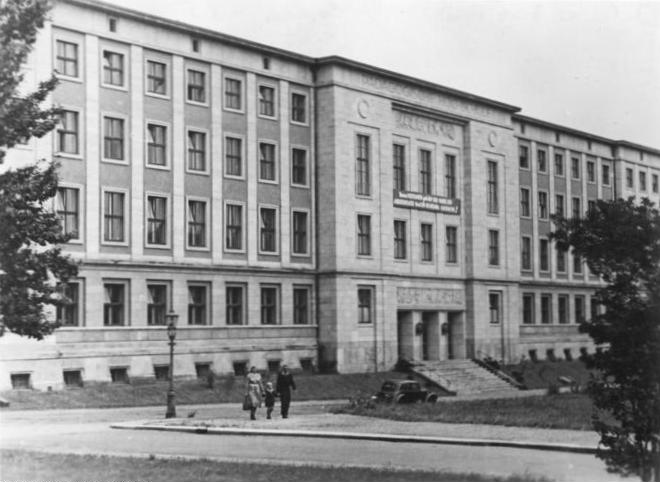
Gebäude des Instituts für Lehrerbildung an der Wigardstraße in Dresden; heute Sitz des Sächsischen Staatsministeriums für Wissenschaft und Kunst

Institute für Lehrerbildung (IfL) waren Fachschulen in der DDR, an denen Unterstufenlehrer (Klassen 1 bis 4 der damaligen POS) sowie Heimerzieher und Pionierleiter ausgebildet wurden. Als schulische Qualifikation genügte der Abschluss der 10. Klasse (Mittlere Reife). Sie waren insofern nicht mit den Pädagogischen Akademien der Weimarer Republik bzw. den daraus in der Bundesrepublik Deutschland hervorgegangenen und den in der DDR neugegründeten Pädagogischen Hochschulen vergleichbar, für die ein Abitur vorausgesetzt wurde. Dies führte im Einigungsvertrag 1990 zu erheblichen Problemen der Einstufung in die Tarife des öffentlichen Dienstes in der Bundesrepublik bzw. in den folgenden Jahrzehnten in der Gleichstellung mit an Hochschulen ausgebildeten Lehrkräften.

## Geschichte
Voraussetzung für die vierjährige Ausbildung war der Abschluss der 10-klassigen polytechnischen Oberschule (POS). Ab 1950 erhielten Grundschullehrer am Institut für Lehrerbildung in Dresden-Neustadt die Ausbildung. Mitte der 1950er Jahre wurden weitere Institute für Lehrerbildung als Fachschulen in der gesamten DDR etabliert.
Die Institute erhielten oft die Namen bekannter Persönlichkeiten:
- das Institut für Lehrerbildung „Walter Wolf“ in Weimar,
- das Institut für Lehrerbildung „Dr. Theodor Neubauer“ in Templin,
- das Institut für Lehrerbildung „Clara Zetkin“ in  Berlin-Hohenschönhausen,
- das Institut für Lehrerbildung „Rosa Luxemburg“ in Potsdam,
- das Institut für Lehrerbildung „Makarenko“ in Staßfurt,
- das Institut für Lehrerbildung „Geschwister Scholl“ in Nossen,
- das Institut für Lehrerbildung „Edwin Hoernle“ im Steinbachhaus (Lößnitzgymnasium) in Radebeul,
- das Institut für Lehrerbildung „Carl Friedrich Wilhelm Wander“ in Löbau,
- das Institut für Lehrerbildung „N. K. Krupskaja“ in Halle (Saale) (s. a. Pädagogische Hochschule Halle-Köthen),
- das Institut für Lehrerbildung „Wolfgang Ratke“ in Köthen,
- das Institut für Lehrerbildung „Jacques Duclos“ in Rostock,
- das Institut für Lehrerbildung „A. S. Makarenko“ in Nordhausen,
- das Institut für Lehrerbildung „T. S. Marinenko“ in Neuzelle (Umzug 1985 nach Frankfurt (Oder)),
- das Sorbische Institut für Lehrerbildung „Karl Jannack“ in Bautzen,
- das Institut für Lehrerbildung „N. K. Krupskaja“ in Leipzig-Probstheida,
- das Institut für Lehrerbildung in Meiningen,
- das Institut für Lehrerbildung in Quedlinburg,
- das Institut für Lehrerbildung „Clara Zetkin“ in Rochlitz,
- das Institut für Lehrerbildung „Wilhelm Pieck“ in Auerbach/Vogtl. und
- das Institut für Lehrerbildung in Weißenfels.